# Chelsea Manning
Chelsea Elizabeth Manning (tên lúc sinh ra Bradley Edward Manning, sinh năm 1987) là một quân nhân đang phục vụ trong quân đội Hoa Kỳ. Cô được biết đến nhiều qua việc bị nghi ngờ và bị bắt vì cung cấp các thông tin bí mật trái phép của Hoa Kỳ.

## Tiểu sử
Bradley Manning được sinh ra ở Crescent, Oklahoma. Cha Manning là người Mỹ còn mẹ Manning là người xứ Wales. Cha mẹ Manning gặp nhau ở Cawdor Barracks, Wales. Phần lớn tuổi trẻ Manning sống ở Oklahoma, khi 13 tuổi Manning đến sống ở Tây Nam xứ Wales khi cha mẹ Manning ly dị.
Manning bỏ học năm 16 tuổi và quay trở về Mĩ, Manning làm việc cho 1 tiệm bánh pizza. Đến 18 tuổi Manning gia nhập quân đội Hoa Kỳ.

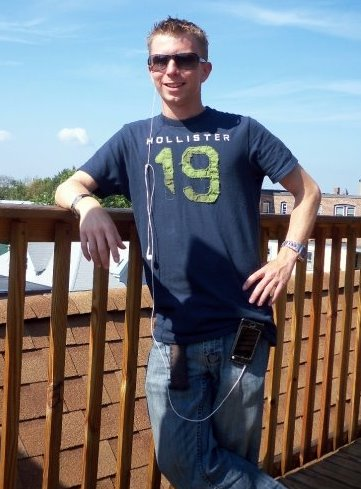
Manning ở dạng nam vào tháng 9 năm 2009

## Vụ án
Vụ án bắt đầu ngày 3 tháng 6 năm 2013 tại tòa án quân đội. Manning nói là đã tiết lộ bí mật để cho thấy cái giá thực sự của cuộc chiến tranh. Manning bị kết án 35 năm tù vào ngày 21 tháng 8. Sau khi ngồi tù 1/3 số án Manning có thể sẽ chỉ bị tù treo cho số án còn lại, hoặc sẽ được thả nếu hành xử tốt trong tù sau 8 năm.